# Oudste voetbalclubs van Nederland
In 1879 bracht Pim Mulier een ovale bal mee vanuit zijn vakantiebestemming in Engeland. Hij richtte toen in Haarlem de eerste voetbalclub op, genaamd HFC. In andere steden werden ook clubs opgericht en in 1888 werd de competitie gestart, met clubs uit Amsterdam, Rotterdam, Haarlem en Den Haag, dat in het seizoen 1890/1891 de eerste officiële kampioen had: HVV uit Den Haag.
Sparta Rotterdam uit 1888 is de oudste club van alle Nederlandse profclubs (mannenvoetbal).

## Twijfel over oprichtingsdatum Koninklijke HFC
Hoewel lange tijd algemeen werd aangenomen dat de Koninklijke HFC in 1879 is opgericht, plaatste Nico van Horn in 2004 als eerste openlijk vraagtekens bij de oprichtingsdatum van de HFC. 

In 2014 herhaalde journalist Frans van den Nieuwenhof deze twijfels. Hij zegt onder andere: 'Als het waar is dat Pim Mulier op 15 september 1879 de Haarlemsche Football Club heeft opgericht, weet hij dat ruim 15 jaar goed verborgen te houden. Pas op 13 mei 1895, kort nadat HFC kampioen is geworden in de westelijke eerste klasse, is er in kranten en week-bladen een verwijzing te vinden naar de dag waarop HFC is ontstaan' en 'Juist in die periode zou Mulier naar eigen zeggen in Nederland association football hebben verspreid. Hij verwijst daarbij naar de oprichting van de Haarlemse zusterclub Excelsior in 1883, maar dat jaartal klopt niet. Excelsior is als cricketclub opgericht op 12 april 1887 en zal pas in de winter van 1888/89 het association football gaan spelen. Als het waar is dat de Haarlemsche Football Club is opgericht in 1879, dan zou het de enige vereniging uit de 19e eeuw zijn waar eerder voetbal werd gespeeld dan cricket. Dat is zeer onwaarschijnlijk. Alle grote voetbalclubs van Nederland uit die tijd komen voort uit het cricket, omdat de spelers van die tijd naar vermaak zochten in de wintermaanden, als de velden keihard of modderzacht zijn.'

## Overzicht
Onderstaand overzicht toont de voetbalclubs die voor 1900 zijn opgericht. Let wel dat sommige clubs inmiddels zijn opgeheven of verdwenen bij fusies. In de regel geldt bij fusieclubs in Nederland dat de oprichtingsdatum van de oudste fusiepartner telt voor de ouderdom.
In dit overzicht wordt zowel het jaar van oprichting als het jaar waarin met voetbal werd begonnen getoond. In het groen de clubs die momenteel nog een betaald voetbalvereniging zijn.
| Opgericht | Datum        | Club                                            | Plaats                     | Competitie                                                                | Voetbal sinds                                 |
| --------- | ------------ | ----------------------------------------------- | -------------------------- | ------------------------------------------------------------------------- | --------------------------------------------- |
| 1875      | 13 oktober   | Koninklijke UD                                  | Deventer                   | 5e klasse                                                                 | 1893                                          |
| 1878      | 1 september  | Koninklijke H.C. & V.V.                         | Den Haag                   | 1e klasse                                                                 | 1883                                          |
| 1879      | 15 september | Koninklijke HFC                                 | Haarlem                    | Tweede divisie                                                            | 1883                                          |
| 1880      | Najaar       | Amsterdamsche Football-Club "Sport"             | Amsterdam                  | Opgeheven omstreeks 1887                                                  | 1880                                          |
| 1881      | 13 oktober   | RC & VV Victoria                                | Rotterdam                  | Verder als Hockeyclub in 1899                                             | 1890                                          |
| 1881      |              | HC & FV Olympia                                 | Den Haag                   | Opgeheven 1891                                                            | 1888                                          |
| 1882      | 22 april     | Hercules                                        | Utrecht                    | Derde divisie                                                             | 1889                                          |
| 1882      | 6 mei        | A.V. & C.V. Robur et Velocitas                  | Apeldoorn                  | 3e klasse                                                                 | 1887                                          |
| 1882      |              | Haarlemsche Cricket- en Footballclub Volharding | Haarlem                    | Mei 1886 Fusie met HCC Rood en Wit                                        | 1886                                          |
| 1883      | 16 februari  | Nijmeegsche cricket- en footballclub Gelria     | Nijmegen                   | Opgeheven 1889                                                            | [ 13 ]                                        |
| 1883      | 7 maart      | L.S.C.V.V.                                      | Leiden                     | Opgeheven omstreeks 1898                                                  | 1893                                          |
| 1883      | 25 april     | LAC Frisia                                      | Leeuwarden                 | 2e klasse                                                                 | 1894                                          |
| 1883      | 27 april     | HC & FC Excelsior                               | Haarlem                    | Opgeheven 1890                                                            | 1887                                          |
| 1883      | 16 augustus  | D.F.C./FC Dordrecht                             | Dordrecht                  | 3e klasse / Eerste divisie                                                | 1890                                          |
| 1883      | 18 september | VV Bato                                         | Winschoten                 | 4e klasse                                                                 | 1901                                          |
| 1884      | 8 april      | Hermes DVS                                      | Schiedam                   | 3e klasse                                                                 | 1890                                          |
| 1884      | 16 mei       | RC & FC Concordia                               | Rotterdam                  | 1891 Fusie met Olympia Rotterdam                                          | 1885                                          |
| 1885      | 25 april     | Leidsche F.C. Achilles                          | Leiden                     | Opgeheven in 1891                                                         | 1887                                          |
| 1885      | 1 januari    | Volharding                                      | Rotterdam                  | 1904 gefuseerd met Olympia tot Volharding Olympia Combinatie              | 1886                                          |
| 1885      | 30 juni      | Enschedesche F.C.                               | Enschede                   | Fusie met Prinses Wilhelmina                                              | 1885                                          |
| 1885      | 31 augustus  | P.W. (Prinses Wilhelmina)                       | Enschede                   | 4e klasse                                                                 | 1885                                          |
| 1885      | 15 oktober   | DSV Concordia                                   | Delft                      | 3e klasse                                                                 | 1898                                          |
| 1886      | 1 juni       | GC & FC Olympia                                 | Gouda                      | 2e klasse                                                                 | 1891                                          |
| 1886      | 4 december   | Go Ahead                                        | Wageningen                 | 2e klasse                                                                 | 1886                                          |
| 1886      |              | RC & VV Achilles                                | Rotterdam                  | Opgeheven 1913                                                            | 1886                                          |
| 1887      | 10 april     | Be Quick 1887                                   | Groningen                  | Derde divisie                                                             | 1887                                          |
| 1887      | 10 mei       | Rapiditas                                       | Rotterdam                  | Opgeheven in 1906                                                         | 1887                                          |
| 1887      | 6 september  | Voetbal-Vereeniging Amsterdam                   | Amsterdam                  | Opgeheven 1892                                                            | [ 30 ]                                        |
| 1887      | 23 oktober   | Apeldoornsche Footballclub                      | Apeldoorn                  | Fusie met Robur et Velocitas                                              | [ 31 ]                                        |
| 1887      | 14 november  | RAP                                             | Amsterdam                  | Opgeheven 1914                                                            | 1887                                          |
| 1887      |              | Haagsche cricket- en voetbalvereeniging Thor    | Den Haag                   | Opgeheven 1897                                                            | 1887                                          |
| 1887      |              | AC & VV Vitesse                                 | Arnhem                     | Opgeheven in nov. 1891                                                    | 1890                                          |
| 1888      | 1 april      | Sparta                                          | Rotterdam                  | Eredivisie                                                                | 1888                                          |
| 1888      | 10 april     | Quick 1888                                      | Nijmegen                   | 3e klasse                                                                 | 1888                                          |
| 1888      |              | Zwolsche Footballclub Wilhelmina                | Zwolle                     | [ 35 ]                                                                    |                                               |
| 1888      |              | Amsterdamsche F.C. Mercurius                    | Amsterdam                  | [ 36 ]                                                                    | 1888                                          |
| 1888      | 17 oktober   | Adelborsten Football-Club Concordia             | Den Helder                 | [ 37 ]                                                                    | 1888                                          |
| 1889      | 15 mei       | HSV Sport 1889                                  | Zwaag/Hoorn                | 4e klasse                                                                 | 1889                                          |
| 1889      | 20 juni      | AC & VV Volharding                              | Amsterdam                  | Fusie met RAP                                                             |                                               |
| 1889      | 3 september  | Voetbal-Vereeniging (V.V.) Rotterdam            | Rotterdam                  | [ 39 ]                                                                    | 1889                                          |
| 1889      | 1 oktober    | HFC Haarlem                                     | Haarlem                    | Nu Haarlem-Kennemerland                                                   | 1889                                          |
| 1889      | 4 oktober    | Voorschotensche sportclub Noorthey              | Voorschoten                | Opgeheven 1891                                                            |                                               |
| 1889      | 8 december   | D.S.V.V. 'Ouwe Schoen'                          | Delft                      | Reserve klasse                                                            | 1889                                          |
| 1889      | december     | Machinisten F.C.                                | Amsterdam                  | Opgeheven 1891                                                            | 1889                                          |
| 1889      |              | Trap Raak                                       | Sappemeer                  | 1899 Nieuwe naam: Hermes                                                  | 1889                                          |
| 1889      |              | Amsterdamsche Sportclub                         | Amsterdam                  | [ 44 ]                                                                    |                                               |
| 1890      | 4 maart      | LSC 1890                                        | Sneek                      | 2e klasse                                                                 | 1895                                          |
| 1890      | 16 augustus  | AFC Quick 1890                                  | Amersfoort                 | 1e klasse                                                                 | 1890                                          |
| 1890      | 13 oktober   | Arnhemsche football-vereeniging Go-On           | Arnhem                     | 1890                                                                      | 1890                                          |
| 1892      | 14 mei       | AC & VV Vitesse                                 | Arnhem                     | Proflicentie ontnomen in 2025                                             | 1892                                          |
| 1892      | 1 juni       | Leidsche Cricket- en Football-Club AJAX         | Oegstgeest                 | 2e klasse                                                                 | 1892                                          |
| 1892      |              | Nijmeegsche Football Club (N.F.C.)              | Nijmegen                   | Opgeheven                                                                 | 1892                                          |
| 1893      | 22 februari  | Victoria                                        | Wageningen                 | 2e klasse                                                                 | 1893                                          |
| 1893      | 1 oktober    | Zwolsche Athletische Club                       | Zwolle                     | 2e klasse                                                                 | 1893                                          |
| 1893      | 7 oktober    | HBS                                             | Den Haag                   | Derde divisie                                                             | 1893                                          |
| 1893      | 8 oktober    | HC & FC Victoria                                | Hilversum                  | 1e klasse                                                                 | 1893                                          |
| 1894      | 4 september  | Look Out                                        | Veendam                    | Opgeheven                                                                 | 1894                                          |
| 1894      | 12 oktober   | Quick (Kampen)                                  | Kampen                     | Opgeheven 1923                                                            | 1894                                          |
| 1894      | 24 december  | Achilles 1894                                   | Assen                      | Hoofdklasse                                                               | 1895                                          |
| 1895      | 1 januari    | VOC                                             | Rotterdam                  |                                                                           |                                               |
| 1895      | 18 januari   | AFC                                             | Amsterdam                  | Tweede Divisie                                                            | 1895                                          |
| 1895      | 1 april      | Velocitas                                       | Breda                      | Opgeheven                                                                 | 1895                                          |
| 1895      | 1 juli       | Pro Patria                                      | Rotterdam                  | Nu RVV AGE                                                                | 1895                                          |
| 1895      | 15 september | Zeelandia                                       | Goes                       | Derde Divisie                                                             | [ 57 ]                                        |
| 1896      | 18 januari   | Olympia                                         | Rotterdam                  | 2de klasse                                                                | 1896 In 1904 gefuseerd met Volharding tot VOC |
| 1896      | 1 maart      | H.V. & C.V. Quick                               | Den Haag                   | Derde Divisie                                                             | 1896                                          |
| 1896      | 27 juli      | Door Oefening Ontwikkeling (D.O.O.)             | Utrecht                    | Opheffing 1933                                                            |                                               |
| 1896      | 12 augustus  | Willem II                                       | Tilburg                    | Eredivisie                                                                | 1896                                          |
| 1896      | 21 november  | WVV                                             | Winschoten                 | 1e klasse                                                                 |                                               |
| 1896      | 23 november  | Arnhemsche Voetbal Club Olympia                 | Arnhem                     | Opgeheven ca. 1910                                                        | 1896                                          |
| 1897      | 1 maart      | HFC EDO                                         | Haarlem                    | 1e klasse                                                                 | 1897                                          |
| 1897      | 1 april      | Velocitas 1897                                  | Groningen                  | 3e klasse                                                                 | 1897                                          |
| 1897      | 19 september | Arnhemsche voetbalvereeniging Celeritas         | Arnhem                     |                                                                           | [ 63 ]                                        |
| 1897      | 1 oktober    | VV Wilhelmina                                   | 's-Hertogenbosch           | 4e klasse                                                                 | 1897                                          |
| 1897      | 16 oktober   | De Tubanters 1897                               | Enschede                   | 3e klasse                                                                 | 1897                                          |
| 1898      | 1 januari    | Alcmaria Victrix                                | Alkmaar                    | 4e klasse                                                                 | 1898                                          |
| 1898      | maart        | EFC Hercules                                    | Enschede                   | Vierde Klasse, 1 juni 1910 fusie met Phenix (1903) tot Sportclub Enschede | 1889                                          |
| 1898      | 19 april     | GVV Unitas                                      | Gorinchem                  | 2e klasse                                                                 | 1898                                          |
| 1898      | 25 mei       | Old Forward                                     | opgericht in Frederiksoord | 4e klasse                                                                 | 1898                                          |
| 1898      | 1 september  | HVV Hollandia                                   | Hoorn                      | Hoofdklasse                                                               | 1898                                          |
| 1899      | 4 april      | VV HSC                                          | Sappemeer                  | 3e klasse, Fusie Hermes (1889) en SVV                                     | 1889                                          |
| 1899      | 22 november  | HVV Helmond                                     | Helmond                    | 5e klasse                                                                 | 1899                                          |